# Serzj Sarkisjan
Serzj Asati Sarkisjan (Armeens: Սերժ Ազատի Սարգսյան) (Stepanakert, 30 juni 1954) is een Armeens politicus van de Armeense Republikeinse Partij. Van 2008 tot 2018 was hij president van zijn land. Na zijn presidentschap werd hij (voor de tweede maal) premier van Armenië, maar na aanhoudende straatprotesten besloot hij reeds na één week af te treden.

## Biografie
Sarkisjan werd geboren in de Nagorno-Karabachse Autonome Oblast, een etnisch Armeense autonome oblast, die deel uitmaakte van de Azerbeidzjaanse SSR.

## Carrière
Sarkisjan trad in 1993 naar voren in de Armeense politiek als minister van Defensie. In 2007 werd hij door het parlement voorgedragen als premier van Armenië, een functie die hij één jaar zou bekleden. In februari 2008 won hij de presidentsverkiezingen. In 2013 werd hij herkozen.
De Armeense grondwet bepaalde dat een president na twee opeenvolgende ambtstermijnen moet terugtreden. Sarkisjan besloot echter de grondwet aan te passen, waardoor het presidentschap een ceremoniële functie kreeg en de macht bij de premier kwam te liggen. Nadat hij in april 2018 zijn functie als president na twee ambtstermijnen moest neerleggen, werd hij meteen benoemd tot premier.
Deze ontwikkelingen leidden echter tot straatprotesten in de Armeense hoofdstad Jerevan. Na een week van protest en nadat (ongewapende) soldaten van de Armeense strijdkrachten zich aan de kant van de protestanten hadden geschaard, besloot Sarkisjan op 23 april 2018 een stap opzij te zetten.

## Privéleven
In 1983 trouwde Sarkisjan met Rita Dadajan. Het echtpaar kreeg twee dochters (Anush en Satenik) en vier kleinkinderen (Mariam, Rita, Ara en Serzj). Op 20 november 2020 stierf Rita Sarkisjan op 58-jarige leeftijd aan de gevolgen van de infectieziekte COVID-19.